# Прово
Про́во (англ. Provo) — город в округе Юта, штат Юта, США. Расположен в 35 км южнее Солт-Лейк-Сити. В Прово находится частный Университет Бригама Янга, управляемый Церковью Иисуса Христа Святых последних дней (известна также как мормонская церковь). В университете обучается 34 000 студентов, он является вторым по величине частным университетом в стране и лидером высшего церковного образования.
Крупнейший Миссионерский тренировочный центр Церкви тоже находится в городе. Прово основали 33 мормонские семьи из Солт-Лейк-Сити в 1849 году и первоначально он назывался Форт-Юта, но был переименован в Прово в 1850 году в честь франкоканадского охотника Этьена Прово, который добрался до этих мест в 1825 году.
В Прово расположены штаб-квартиры известной IT-компании Novell, Inc., компании Nu Skin Enterprises Inc, компании TNI и компании Agel, а также оружейной компании North American Arms.
Имея население 117 335 человек (2017), занимает 3-ю строчку в списке крупнейших городов штата.